# Gebbione
El Gebión (en italiano: Gebbione) es el primer distrito de población de Regio de Calabria y el tercero de toda la región.

## El topónimo
La palabra "Gebbione" es un acento masculino de la palabra dialectal de origen árabe "gebbia" que deriva de "djeb", es decir, "cisterna para la recogida de agua". Había una gran "cisterna" para el riego agrícola. La zona fue el primer punto habitado de Regio, y por lo tanto una de las primeras partes de la península en llamarse Italia.